# Василь Буслаєв (фільм)
«Василь Буслаєв» (рос. «Василий Буслаев») — радянський фільм-казка 1982 року, режисера  Геннадія Васильєва.

## Сюжет
Василь Буслаєв, посаджений матір'ю в сарай за наклепи купців, дізнається з розмови подорожніх про розгром і полонення дружини князя Гліба Полоцького. Зібравши ватагу, Василь відправляється з Новгорода на пошуки князя. До ватаги приєднується дочка Гліба, Ксенія.
Попереджений про те, що на якомусь острові завелися хвацькі люди, Василь та співтовариші висаджується на острів і перемагає розбійників, однак їх ватажок наказує викрасти Ксенію, заманює ватагу в печеру, завалює вхід і відпливає.
Василь вибирається з печери, наганяє розбійників, перемагає їх і дізнається, що Гліб і інші русичі продані в рабство в Константинополь і знаходяться на каменоломнях.
Добравшись до Візантії, Василь рятує життя принцесі Ірині. Базилевс пропонує Василю вибрати будь-яку винагороду, і Василь просить відпустити русичів, віддаючи натомість відібрані у розбійників скарби. Базилевс стверджує, що русичів у нього в полоні немає.
У бесіді віч-на-віч Ірина пропонує вбити Базилевса і зайняти трон, проте Василь відмовляє. Тоді принцеса передає волю Базилевса — бранці будуть відпущені в разі перемоги на турнірі, і заодно підсилає вбивцю, з яким, втім, Василь розправляється.
Перемігши на турнірі з допомогою Ксенії, Василь Буслаєв звільняє полонених і знаходить князя Гліба Полоцького. Вмираючий князь пророкує прихід на Русь невідомої досі біди. На зворотному шляху Василь і Ксенія були обстріляні передовим загоном кочівників, але благополучно повернулися в Великий Новгород.
Після повернення Василь закликає готуватися до відбиття вторгнення невідомого народу. Під час весілля Василя та Ксенії купці вирішують обпоїти його, проте Буслаєв, попереджений Фількою-юродивим, змушує купця Окулова, головного ненависника свого, випити зілля.
Після закінчення бенкету Василь викликає на бій всіх, хто з ним не згоден. Купці нападають вранці, Василь і його ватага у відповідь розправляються з новгородською дружиною і купецьким ополченням. У розпал бою вбивають Фільку, після чого приходить звістка про напад на Русь. Звістка примиряє супротивників. Василь Буслаєв на чолі війська виступає на захист рідної землі.

## У ролях
| Актор               | Роль                            |
| ------------------- | ------------------------------- |
| Дмитро Золотухін    | Василь Буслаєв                  |
| Людмила Хитяєва     | Мати Буслаєва Манефа Тимофіївна |
| Ірина Алфьорова     | Ксенія                          |
| Валерій Носик       | Філька                          |
| Михайло Кокшенов    | Гаврила                         |
| Андрій Мартинов     | Окулов                          |
| Олексій Зайцев      | Потаня                          |
| Наталія Крачковська | Окулиха                         |
| Дмитро Матвєєв      | Костя Новоторжанін              |
| Матлюба Алімова     | імператриця візантийська Ірина  |
| Борис Жадановський  | імператор                       |
| Віталій Яковлєв     | Брат Новоторжанінова            |
| Віктор Лазарев      | Демідич                         |
| Микола Погодін      | Анкундім                        |
| Дмитро Орловський   | Андрон                          |
| Любов Руденко       | Агнія                           |
| Тетяна Чорноп'ятова | Марія                           |
| Михайло Розанов     | Єлістратов                      |
| Ігор Кашинцев       | придворний                      |
| Володимир Сергієнко | Дормідонт                       |
| Барасбі Мулаєв      | Сорочін                         |
| Микола Тимофєєв     | Карла                           |

## Знімальна група
- Автор сценарію:  Борис Шустров
- Режисер:  Геннадій Васильєв
- Оператор:  Олександр Гарибян
- Художники:  Анатолій Кочуров,  Володимир Постернак
- Композитор:  Олексій Рибников